# Nils Åberg
Nils Åberg (24. července 1888, Norrköping – 28. února 1957, Uppsala) byl švédský prehistorik.
Po maturitě v Norrköpingu (1907) studoval v Uppsale. V roce 1912 promoval a v roce 1915 se stal docentem severských a srovnávacích dějin na uppsalské univerzitě. Od roku 1928 působil na stockholmské univerzitě. Vytvořil termín walternienbursko-bernburgerská kultura (1918).

## Publikace
- Zur Entstehung der Keramik vom Schönfelder Typus. Gebauer-Schwetschke, Halle/Saale (1916).
- Das nordische Kulturgebiet in Mitteleuropa während der jüngeren Steinzeit. Uppsala (1918).
- Studien über die Schönfelder Keramik, die schwedische "Bandkeramik" und die jütländische Obergrabkeramik. v: Georg Wilke, Archäologie und Indogermanenproblem. Gebauer-Schwetschke, Halle/Saale (1918).
- spoluautor Gustaf Kossinna Die Typologie der nordischen Streitäxte. Curt Kabitzsch Verlag, Würzburg (1918).
- Bronzezeitliche und früheisenzeitliche Chronologie. díl III.: Kupfer- und Frühbronzezeit. Akademie Verlag Stockholm (1930-1932).